# قتال كونلون
قتال كونلون (بالإنجليزية: Kunlun Fight) أو (KLF) هي بطولة عالمية فنون الدفاع عن النفس الكيك بوكسينغ يقع مقرها في العاصمة الصينية.
بدأت سنة 2014 وأصبحت واحدة من أهم البطولات العالمية لرياضة الكيك بوكسينغ.

## مقاتلون متميزون
- آرثر كيشينكو Artur Kyshenko
- بواكاو بانشاميك Buakaw Banchamek[6]
- ألبرت كراوس Albert Kraus
- أندي ساور Andy Souwer
- فابيو بينكا Fabio Pinca
- أنيسة مكسين Anissa Meksen

## روابط خارجية
- معركة كونلون على موقع IMDb (الإنجليزية)